# Уилсон, Генри Хьюз
Сэр Генри Юз Вилсон, 1-й баронет (англ. Sir Henry Hughes Wilson, 1st Baronet; 5 мая 1864 года, Керригран графство Лонгфорд — 22 июня 1922 года, Лондон) — британский военный деятель, фельдмаршал (1919), баронет (1919). Начальник Имперского Генерального штаба (1918—1922), командующий Восточным командованием (1917—1918), директор отдела военных операций (1910—1914). После отставки с военной службы — член Палаты общин (1922).

## Биография
Генри Юз Вилсон родился 5 мая 1864 года в ирландской деревне Керригран, графство Лонгфорд, в юнионистской англиканской семье, в которой, кроме него, было ещё три дочери. Отец Генри, Джеймс Уилсон (англ. James Wilson) был помещиком средней руки; в округе он пользовался уважением и занимал ряд почётных должностей — в том числе должность заместителя лорда-лейтенанта графства Лонгфорд. Мать Генри звали Констанс Уилсон (англ. Constance Wilson). Предки Уилсонов переселились в Ирландию из Англии приблизительно в 1690 году.
В 1880—1882 годах Уилсон предпринял попытки поступить в Королевскую военную академию в Вулидже и Королевское военное училище в Сандхёрсте, не увенчавшиеся успехом. В 1884 году он вступил лейтенантом в милицию Лонгфорда (6-й батальон Собственной Его Королевского Высочества принца-консорта стрелковой бригады). Также короткое время служил в 5-м полку Королевских мюнстерских фузилёров и Королевском ирландском полку.
В 1886—1888 годах служил в Бирме, принимал участие в третьей англо-бирманской войне; некоторое время состоял на службе в разведывательном департаменте Военного министерства. В 1894 году окончил Академию Генерального штаба.
В 1894—1897 годах служил в штабе разведки в Великобритании. С 1 сентября 1897 года — бригад-майор 3-й (с 1899 года — 4-й лёгкой) бригады. В 1899 году был направлен в Южную Африку, где принял участие в англо-бурской войне. Сначала состоял в армии Наталя; в 1900—1901 — при Главной квартире. В 1902—1903 был командиром 9-го пехотного батальона стрелковой бригады в Колчестере; в 1903 году батальон был расформирован.
В 1903—1906 годах — заместитель помощника генерал-адъютанта Главной квартиры. Одновременно, в 1904—1906 годах — директор штаба дежурств Военного министерства. В 1907—1910 — комендант Штабного колледжа в Кемберли.
С августа 1910 года — директор отдела военных операций при Главной квартире. Будучи на этом посту, установил тесную связь с французским Генштабом.
При мобилизации с началом Первой мировой войны в августе 1914 года назначен помощником начальника штаба Британских экспедиционных сил. С декабря 1914 года — главный офицер связи между английской и французской главными квартирами. С 22 декабря 1915 года — командир IV корпуса. Летом 1916 года участвовал в боях при Вими и на Сомме. 1 декабря 1916 года вновь вернулся на пост офицера связи.
В начале 1917 года был направлен в Россию во главе военной миссии. В феврале 1917 года возвратился в Великобританию и в сентябре был назначен командующим Восточным командованием. В октябре 1917 года был направлен в Версаль в качестве британского представителя в Верховном совете Антанты. Совместно с французским генералом Максимом Вейганом разработал стратегический план кампании 1918 года, предусматривавший английское наступление в Палестине, но при условии, что для этой операции не будут привлекаться дополнительные силы из Франции и Италии.
С 19 февраля 1918 года — начальник Имперского Генерального штаба и член Военного кабинета. На этом посту оказался чрезвычайно полезным благодаря установившимся у него дружеским отношениям с французскими политическими и военными деятелями, что устраняло возникавшие трения и способствовало единству действий. Во время германского наступления в марте-апреле 1918 года заявил о необходимости затопить область от Дюнкерка до Сент-Омера.
В декабре 1921 года вышел в отставку. В феврале 1922 года избран членом Палаты общин от избирательного округа Норт-Даун в Северной Ирландии; представлял Ольстерскую юнионистскую партию. Заменил в парламенте Томаса Уоттерса Брауна, назначенного Генеральным прокурором для Ирландии.
22 июня 1922 года убит террористами из Ирландской республиканской армии (ИРА).

## Награды
- Рыцарь Большого креста ордена Бани;
- Кавалер ордена «За выдающиеся заслуги»;
- Упоминание в донесениях[англ.];
- Кавалер Большого креста ордена Почётного легиона (Франция);
- Великий офицер ордена Леопольда I (Бельгия);
- Военный крест (Бельгия);
- Орден Чиа-хо[англ.] (Китай)
- Медаль «За выдающиеся заслуги» (США);
- Орден Белого слона (Таиланд);
- Орден Восходящего солнца (Япония);
- Орден Спасителя (Греция).